# Campeonato Femenino de la AFC de 1986
El Campeonato Femenino de la AFC 1986 se llevó a cabo en diciembre de 1986 en Hong Kong. El torneo lo ganó por primera vez China en la final contra Japón.

## Fase de grupos

### Grupo A
| Equipo  | PJ | PG | PE | PP | GF | GC | Dif. | Pts. |
| ------- | -- | -- | -- | -- | -- | -- | ---- | ---- |
| China   | 2  | 2  | 0  | 0  | 12 | 0  | +12  | 4    |
| Japón   | 2  | 1  | 0  | 1  | 10 | 2  | +8   | 2    |
| Malasia | 2  | 0  | 0  | 2  | 0  | 20 | -20  | 0    |

| 14 de diciembre de 1986 | China                   | 2-0 | Japón | Estadio Hong Kong, |  |
|                         | Qingmei 15' · Lijie 63' |     |       |                    |  |

| 16 de diciembre de 1986 | China                                                                          | 10-0 | Malasia | Estadio Mong Kok, |  |
|                         | Lijie 19', 31', 66' · Weiying ?' · Qingmei ?' · Desconocido ?', ?', ?', ?', ?' |      |         |                   |  |

| 18 de diciembre de 1986 | Japón                                                                                       | 10-0 | Malasia | Estadio Tsuen Wan, |  |
|                         | Takakura 15', 16' · Nagamine 16', 39', 43', 45' · Kioka 51', 65' · Tezuka 57' · Matsuda 63' |      |         |                    |  |

### Grupo B
| Equipo    | PJ | PG | PE | PP | GF | GC | Dif. | Pts. |
| --------- | -- | -- | -- | -- | -- | -- | ---- | ---- |
| Tailandia | 3  | 3  | 0  | 0  | 11 | 0  | +11  | 6    |
| Indonesia | 3  | 2  | 0  | 1  | 7  | 4  | +3   | 4    |
| Hong Kong | 3  | 1  | 0  | 2  | 1  | 3  | -2   | 2    |
| Nepal     | 3  | 0  | 0  | 3  | 0  | 12 | -12  | 0    |

| 14 de diciembre de 1986 | Hong Kong | 1-0 | Nepal | Estadio Hong Kong, |  |
|                         | Wai 18'   |     |       |                    |  |

| 15 de diciembre de 1986 | Tailandia                                                           | 4-0 | Indonesia | Estadio Tsuen Wan, |  |
|                         | Kridsanachandee 40' · Rachasee 43' · Chipeankha 43' · Chaisawat 54' |     |           |                    |  |

| 17 de diciembre de 1986 | Tailandia                                                    | 5-0 | Nepal | Estadio Tsuen Wan, |  |
|                         | Rachasee 15' · Chipeankha 42' · Bouthong 49' · ? 57' · ? 64' |     |       |                    |  |

| 17 de diciembre de 1986 | Indonesia   | 1-0 | Hong Kong | Estadio Tsuen Wan, |  |
|                         | Parbo 57' · |     |           |                    |  |

| 19 de diciembre de 1986 | Indonesia                                                   | 6-0 | Nepal | Estadio Mong Kok, |  |
| 6-0                     | Atmini 1' · Pella 23' · Kaligis 35', 58' · Rukijah 37', 46' |     |       |                   |  |

| 19 de diciembre de 1986 | Tailandia           | 2-0 | Hong Kong | Estadio Mong Kok, |  |
|                         | Chipeankha 31', 37' |     |           |                   |  |

## Fase final
|  | Semifinales     | Semifinales     |   |                 | Final           | Final |  |
|  |                 |                 |   |                 |                 |       |  |
|  |                 |                 |   |                 |                 |       |  |
|  | 21 de diciembre |                 |   |                 |                 |       |  |
|  | China           | 9               |   |                 |                 |       |  |
|  | Indonesia       | 0               |   |                 |                 |       |  |
|  |                 |                 |   |                 |                 |       |  |
|  |                 |                 |   |                 | 23 de diciembre |       |  |
|  |                 |                 |   |                 | China           | 2     |  |
|  |                 | Japón           | 0 |                 |                 |       |  |
|  |                 |                 |   |                 |                 |       |  |
|  |                 |                 |   |                 |                 |       |  |
|  |                 |                 |   |                 | Tercer lugar    |       |  |
|  | 21 de diciembre | 21 de diciembre |   | 23 de diciembre | 23 de diciembre |       |  |
|  | Tailandia       | 0               |   | Tailandia       | 4               |       |  |
|  | Japón           | 4               |   |                 | Indonesia       | 1     |  |

### Semifinal
| 21 de diciembre de 1986 | China                                                                                     | 9-0 | Indonesia | Estadio Mong Kok, |  |
|                         | Qingmei 2' · Weiwei ?' · Xiufu ?' · Lili ?' · Weiying ?' · Susiana 61 (a.g.)' · Lijie 69' |     |           |                   |  |

| 21 de diciembre de 1986 | Tailandia | 0-4 | Japón                                             | Estadio Mong Kok, |  |
|                         |           |     | Kioka 37' · Nagamine 39' · Noda 38' · Matsuda 50' |                   |  |

### Tercer lugar
| 23 de diciembre de 1986 | Tailandia                         | 3-1 | Indonesia   | Estadio Mong Kok, |  |
|                         | Bouthong 2', 16' · Chipeankha 40' |     | Rukijah 45' |                   |  |

### Final
| 23 de diciembre de 1986 | China         | 2-0 | Japón | Estadio Mong Kok, |  |
|                         | Lijie 5', 17' |     |       |                   |  |